# Skäralid (ort)
Skäralid är en småort i Riseberga socken i Klippans kommun, nära Söderåsens nationalpark. 
Här finns vandrarhem i tidigare stationsbyggnad (f.d. Klippan-Röstånga Järnväg). Även campingplats och pensionat i området.